# Antonello Venditti
Antonello Venditti (Roma, 8 de marzo de 1949) es un cantautor italiano reconocido por su amplia trayectoria en la música, su carisma y su pasión por el fútbol, al cual le ha compuesto varias canciones. 
Siendo apenas un adolescente compuso dos de los títulos que más fama le han dado, Roma capoccia y Sora Rosa. Algunos años después se incorpora al famoso local romano Folkstudio, local de intensa actividad musical, primero como simple espectador, y posteriormente como protagonista. En este local conoce al batería Carlo Verdone y al igualmente célebre cantautor Francesco de Gregori.
Venditti y De Gregori, con la colaboración de Giorgio Lo Cascio y Ernesto Bassignano fundan el grupo I giovani del folk y graban su primer álbum, Theorius Campus en 1972. Un año más tarde el grupo se disuelve, pero sus dos miembros principales mantienen su amistad.
Venditti publica su primer álbum como solista en 1973, L'orso bruno. Después de fichar por la compañía RCA graba, entre otros, los álbumes Lilly (1975) y Sotto il segno dei pesci (1978). En 1982 funda su propia casa discográfica, la Heinz music, con la que publica In questo mondo di ladri (1988), Benvenuti in paradiso (1991), Prendilo tu questo frutto amaro (1995), Goodbye novecento (1999), Live Circo Massimo (2001) y Che fantástica storia è la vita(2003). 
Su gran polivalencia y su capacidad de mostrar diversos temas, como el malestar de los jóvenes, la afición por el deporte, la sátira política y el amor han hecho de Venditti uno de los personajes del mundo de la música más apreciados por el público. Además es intérprete de Roma, Roma, Roma, himno oficial del equipo de fútbol de esa ciudad, A.S. Roma, del cual es además uno de sus más grandes tifosi. Para la escuadra Romanista ha compuesto además del himno la canción "Che C'è", demostrando así su gran pasión por la escuadra capitalina.